# Louis Mandylor
Louis Mandylor (Melbourne, Victoria, 13 de setembro de 1966) é um ator australiano.
É irmão do também ator Costas Mandylor, famoso por sua atuação no seriado Picket Fences e na série de filmes de terror "Saw" (Jogos Mortais, no Brasil e Enigma Mortal, em Portugal)